# Veli Nieminen
Heikki Veli Nieminen (Tyrväntö, Hattula, Tavastia Pròpia, 1 de febrer de 1886 – Hämeenlinna, 1 d'abril de 1936) va ser un gimnasta i tirador finlandès que va competir durant el primer quart del segle xx.
El 1908 va prendre part en els Jocs Olímpics de Londres, on va guanyar la medalla de bronze en la prova del concurs complet per equips.
Dotze anys més tard, als Jocs Olímpic d'Anvers, va disputar fins a sis proves del programa de tir. El millor resultat l'obtingué en la prova de rifle militar, 300 metres per equips bocaterrosa, en què guanyà la medalla de bronze. També destaca la quarta posició en la prova del rifle lliure, 3 posicions, 300 metres per equips.
El 1924, a París, va disputar els seus darrers Jocs Olímpics, amb la participació en dues proves del programa de tir. En la prova del rifle lliure per equips finalitzà en cinquena posició.